# August Heinrich Hoffmann von Fallersleben
August Heinrich Hoffmann (känd som Hoffmann von Fallersleben), född 2 april 1798 i Fallersleben (numera en stadsdel i Wolfsburg) i dåvarande Braunschweig-Lüneburg, död 19 januari 1874 i Corvey i Westfalen, var en tysk författare och professor i germanistik (tyska språket och litteraturen).
Hoffman lärde som 20-åring känna Bröderna Grimm, vilka väckte hans intresse för germansk filologi. Han blev 1835 professor i Breslau men avsattes på grund av de politiska åsikter han uttryckte i sina Unpolitische Lieder (1840-41, svensk översättning C.V.A. Strandberg Opolitiska sånger 1844). Från 1820-talet utövade han en flitig filologisk författarverksamhet. Mest känd blev han dock som poet i idyllisk och fosterländsk ton.
August Heinrich Hoffmann skrev bland annat den tyska nationalsången Deutschlandlied (Tysklandssången) – eller rättare Lied der Deutschen (tyskarnas sång) – samt Alle Vögel sind schon da (Alla fåglar kommit ren).
Hans Gesammalte Werke utkom i 8 band 1890-93.

## Eftermäle
Asteroiden 10740 Fallersleben är uppkallad efter honom.